# Tongrube Frick

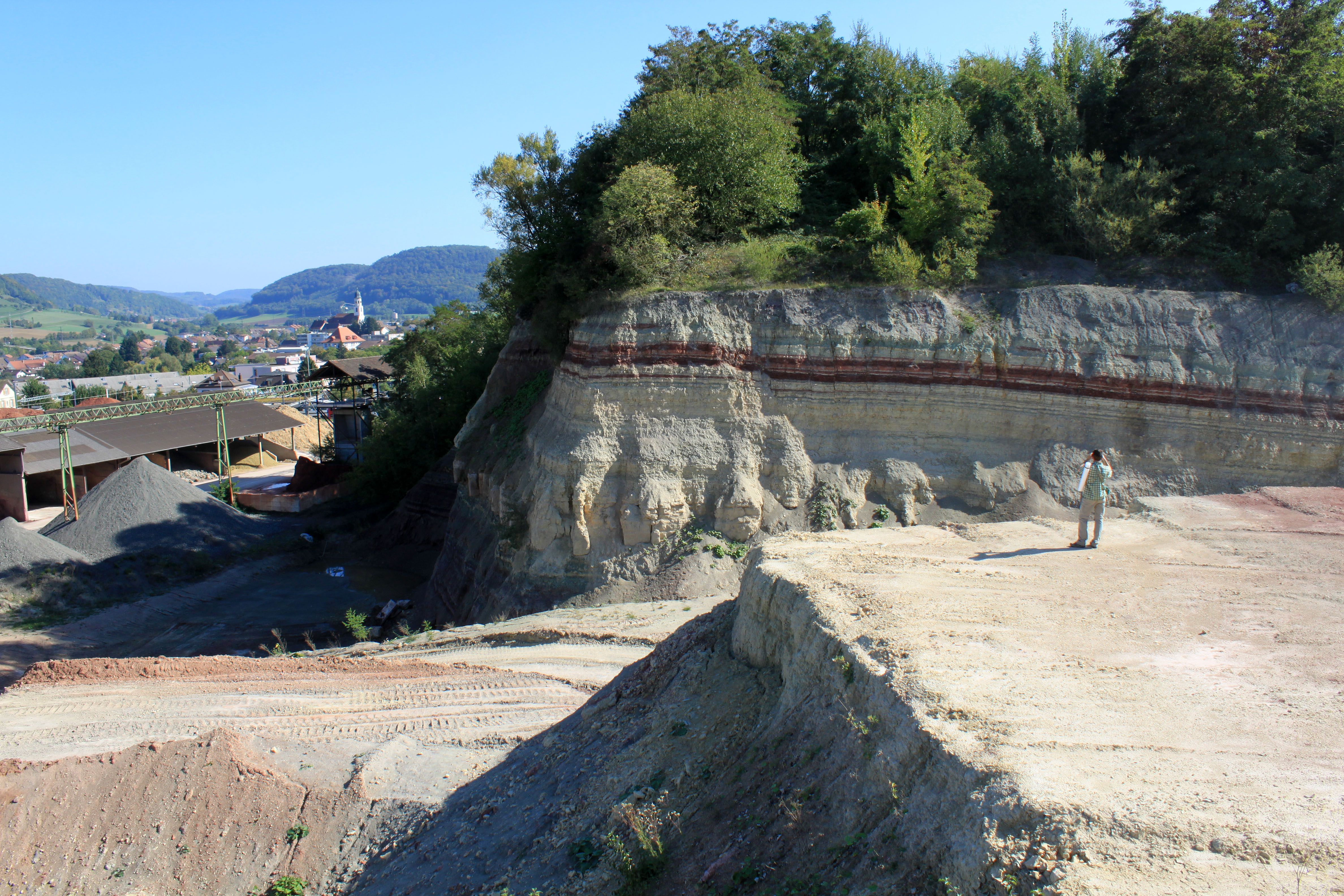
Die Tongrube in Frick

Die Tongrube Frick (auch Tongrube Gruhalde oder nach dem Betreiber der Tonwerke Keller AG Tongrube Keller) ist eine in Betrieb stehende Tongrube in Frick im Kanton Aargau.

## Fundgeschichte
Grosse Bekanntheit erlangte Frick durch den Fund zahlreicher Skelette der Dinosaurier-Art Plateosaurus. Nachdem 1961 ein erster Knochen entdeckt worden war, wurden ab 1976 regelmässig Grabungen in der Tongrube Gruhalde durchgeführt, bei denen Dutzende anscheinend hier verendete Plateosaurier zusammen mit verschiedenen anderen Fossilien geborgen werden konnten und im 1991 eröffneten Sauriermuseum Frick ausgestellt werden.
Das Museum ist bekannt für seine Plateosaurier-Funde aus der späten Trias-Zeit. In den Schichten der Oberen Bunten Mergel bzw. des Rhaetium, ⁣⁣ die seit 2016 als Klettgau-Formation für die Stratigraphie der Nordschweiz definiert wurde, wurden 1961 erstmals Knochenreste entdeckt. Bei der wissenschaftlichen Grabung 1985 konnte das erste vollständige und zusammenhängende Plateosaurus-Skelett in der Schweiz gefunden werden.

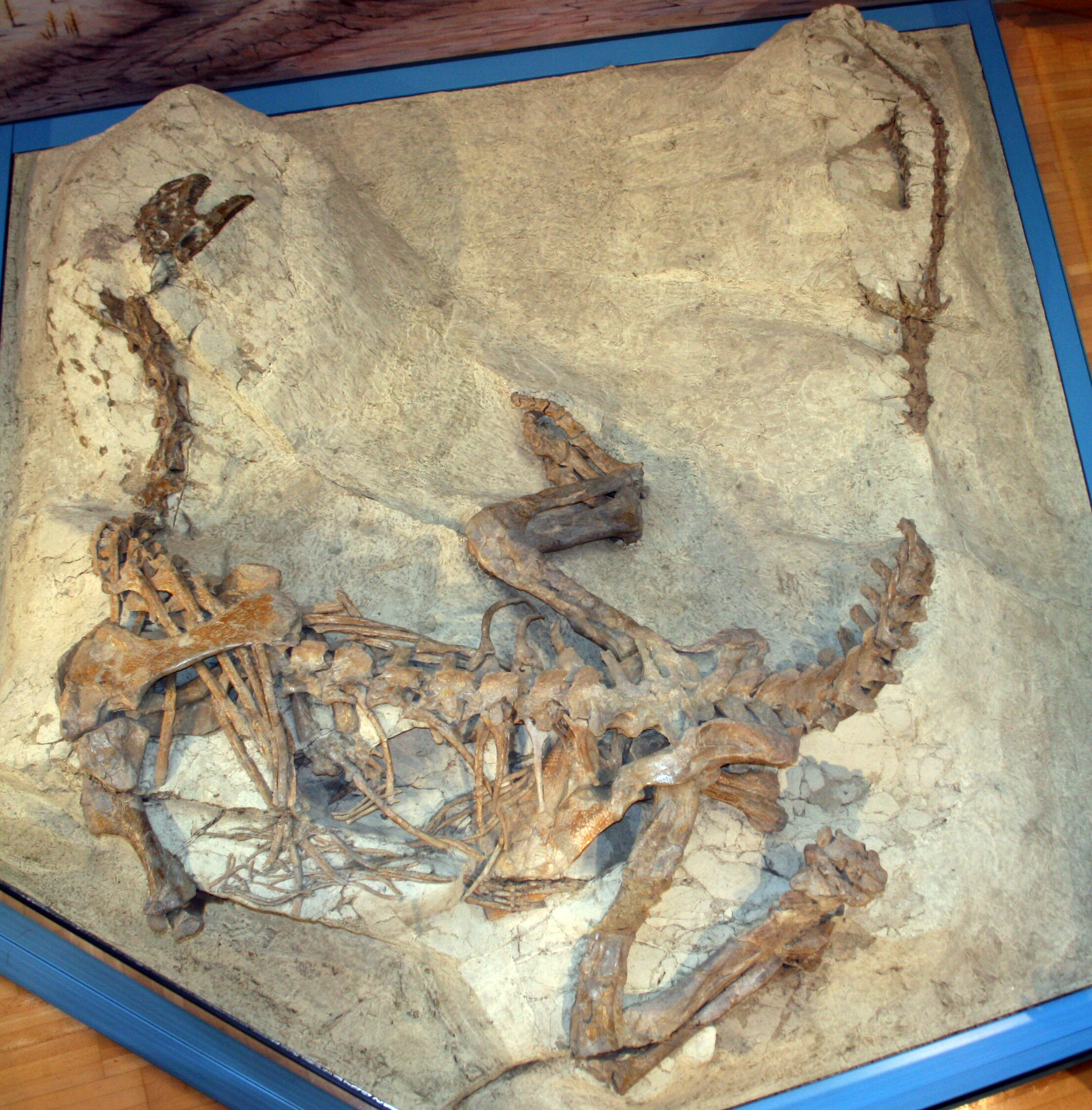
Der vollständige Plateosaurus engelhardti aus der Tongrube Frick im Sauriermuseum Frick

Das bisher einzige recht vollständige Raubdinosaurier-Teilskelett inklusive Schädel und Unterkiefer der Spezies Notatesseraeraptor frickensis eines bis dahin noch unbekannten Dinosauriers wurde 2006 und 2009 geborgen. Im Körperinnern des Raubdinosauriers sind Reste des Mageninhaltes erhalten geblieben, welche von einer Brückenechse stammen. Die Reste der ältesten Schildkröte (Proganochelys) der Schweiz ergänzen die Ausstellung.
Die Tongrube ist nach Absprache mit dem Betreiber nur für Besichtigungen betretbar. 